# پیش‌پرده

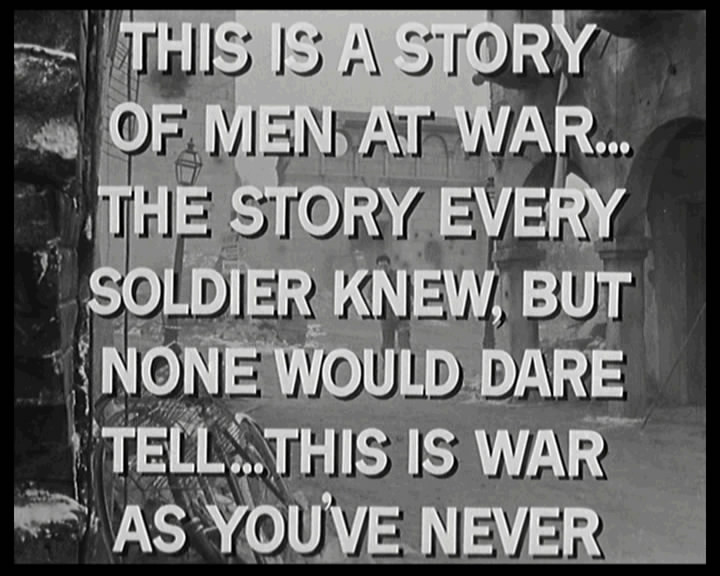
تصویری از پیش پرده فیلم حمله (۱۹۵۶).

پیش‌پرده،تریلر یا آنونس (به فرانسوی: annonce) فیلم کوتاهی است که شامل قسمت‌های هیجان‌انگیز، خنده‌دار، و مهم که زمان نمایش فیلم اصلی را در آینده‌ ای نزدیک نوید می دهد.